# Nyphasia maculata
Nyphasia maculata là một loài bọ cánh cứng trong họ Cerambycidae.